# Vitesse de la lumière dans un seul sens
La vitesse de la lumière dans un seul sens est en physique relativiste la vitesse d'une source à un détecteur, dans un contexte métrologique où on cherche à mesurer cette vitesse. Or, cette dernière ne peut être mesurée indépendamment d'une convention de synchronisation des horloges de la source et du détecteur, qui elle-même dépend de la vitesse de la lumière que l'on cherche à mesurer. La problématique est donc, dans un contexte de vérification de la théorie de la relativité, de mesurer la vitesse de la lumière entre un point A et un point B le plus directement possible, sans faire de pré-suppositions sur celle-ci qui pourraient influencer le résultat.
Les physiciens ne savent mesurer la vitesse de la lumière que lors d'un trajet aller-retour entre la source et le détecteur, ce qui ne permet pas de mettre directement en évidence la vitesse de la lumière dans un seul sens. De plus, la convention de synchronisation des horloges utilisée pré-suppose que la vitesse dans un sens est la même que dans l'autre pour un aller-retour. La constance de la vitesse dans un sens dans n'importe quel référentiel inertiel est en effet l'un des postulats de la relativité restreinte.
Néanmoins, le problème reste plus théorique que pratique, car toutes les prédictions de cette théorie qui ont été vérifiées de façon expérimentale ne dépendent pas de la convention de synchronisation utilisée,,,,,,,.
Des expériences pour mesurer la vitesse de la lumière dans un seul sens ont été proposées, mais aucune n'est parvenue à le faire. Plus tard, il a été démontré que ces expériences ont mesuré la vitesse aller-retour,.